# Maria Winkling

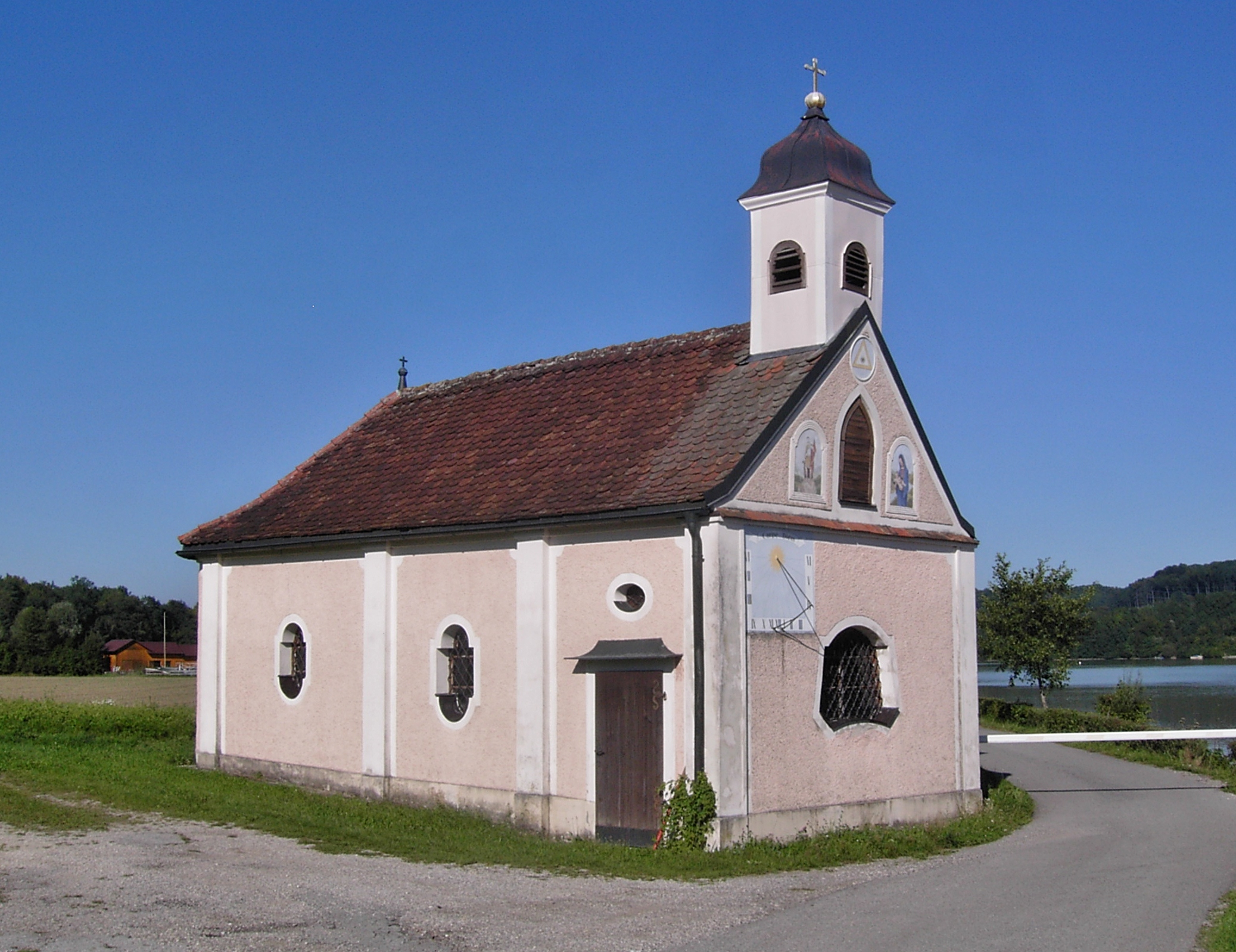
Wallfahrtskapelle Maria Winkling in Steyr-Winkling

Die Wallfahrtskapelle Maria Winkling steht im Ort Maria im Winkl (Winkling) in der Stadt Steyr in Oberösterreich. Die römisch-katholische Kapelle gehört zur Pfarre Steyr-Gleink im Dekanat Steyr der Diözese Linz. Die Kirche steht unter Denkmalschutz.

## Geschichte
Beim großen Enns-Hochwasser 1736, das das untere Ennstal schwer verwüstete, wurde hier in Winkling, an der Ennsschlinge bei Haidershofen kurz nach der Stadt Steyr, eine hölzerne Marienstatue angeschwemmt. Weil man den Eigentümer nicht feststellen konnte, ließ Andreas I., Abt von Gleink, sie am Fluss auf einer Säule aufstellen.
Um das Muttergottesbildnis, später Maria in der Glorie genannt, entwickelte sich eine lebhafte regionale Wallfahrt. Daher wurde über dem Bildstock eine kleine hölzerne Kapelle erbaut, die 1773–1775 durch die heutige steinerne Kapelle ersetzt wurde.
Das Türmchen der Kapelle trug ursprünglich anstatt eines Kreuzes eine Blechtafel in der Form einer Bischofsmütze, auf die ein Heiliger Nikolaus, Schutzpatron der Flößer und Schifffahrt, gemalt war. Diese Figur blickte als Landmarke flussaufwärts. Unter den Ennsflößern wurde es üblich, den Hut auf ein kurzes Gebet abzunehmen, wenn sie sich der Kapelle näherten, bevor sie dann die gefährliche Flussschlinge mit ihren steilen zerklüfteten Ufermauern aus Konglomeratgestein und Schwallen durchrudern mussten. Diese Tafel wurde 1962 durch ein Kreuz ersetzt.
Der Name der Kapelle ging auch auf den Ort Winkling selbst über, der heute „Maria im Winkl“ genannt wird.
Mit dem Bau des Kraftwerks Staning 1946 ersoffen die Schwalle der Ennsschlinge. Der Spiegel des „Staninger See“ genannten Stauraums reicht heute direkt an die Kapelle heran. Anlässlich einer Stauzielerhöhung des Kraftwerks wurde die Kapelle 1982 unter Mitbeteiligung der Ennskraftwerke AG aufwändig fundamentiert und renoviert. Daran erinnert eine Gedenktafel.
Die Wallfahrt wird bis heute zweimal jährlich (Sonntag Anfang Mai und Anfang Oktober) von der Stiftskirche Gleink her abgehalten, mit Fahnenträgern und Musikkapelle.

## Baubeschreibung
Das kleine Kapellhaus hat eine rechteckige Grundfläche mit rundem öffnungslosen Apsidenabschluss und Dreiecksgiebelfront. Die rieselverputzte Fassade ist durch glatte Lisenen gegliedert. An den Längsfassaden sind je zwei faschengerahmte längsovale Fensteröffnungen. Der Eingang ist an der westlichen Längsfassade, eine schlichte rechteckige Türe mit kleinem blechernem Vordach. Darüber befindet sich eine kleine querovale Belichtungsöffnung. An der Giebelfassade sind große barock geschwungene Fensteröffnung, im linken oberen Fassadenbereich eine Sonnenuhr. Im Giebelfeld ist ein spitzbogiges Fenster, flankiert von Wandbildern hl. Florian und Maria mit Kind. In der Giebelspitze ist das Auge Gottes. Die Kapelle schließt mit einem einfachen Walmdach ab. Im Süden trägt es einen Dachreiter mit Schallöffnungen, profiliertem Traufgesims und geschwungenem metallenem Zeltdach mit vergoldeten Kreuz.
Das Gebänk stammt aus der Errichtungszeit, der Boden aus Kelheimer Stein aus den 1980er Jahren.

### Das Marienbildnis
Die über einen Meter große Statue Maria Immakulata oder Maria in der Glorie ist bekrönt, hat einen ausgebreiteten Mantel, und hält in der Linken eine weiße Lilie, das Attribut der Unbeflecktheit,  die Rechte ruht auf der Brust. Zu Füßen liegt die von einer Schlange umwundene Weltkugel. Beiderseits begleiten Engel die Figur.
Dieses Bildwerk ist heute im gläsernen Schrein des Altars  platziert. Er ist im Stil des späten Rokoko mit schon klassizistischen Merkmale ausgeführt. Bei diesem Baldachinaltar raffen weitere Putten einen Vorhang vom Schrein zur Seite. Die Mensa zieren zwei Engel mit Leuchtern. Über den Seitentafeln des Altars finden sich Kopien zweier weiterer Gnadenbilder, links das Prager Jesulein, rechts der Steingadener Wiesheiland.